# Federação Guamesa de Voleibol
A Federação Guamesa de Voleibol  (em inglêsː Guam Volleyball Federation, GVF) é  uma organização fundada em 1976 que governa a pratica de voleibol em Guam, sendo membro da Federação Internacional de Voleibol e da Confederação Asiática de Voleibol, a entidade é responsável por  organizar  os campeonatos nacionais de  voleibol masculino e feminino no país.